# Rivière Natashquan
Rivière Natashquan är ett vattendrag i Kanada.   Det ligger i provinsen Québec, i den östra delen av landet, 1 200 km öster om huvudstaden Ottawa.